# Steklács János
Steklács János (1970. május 25.) nyelvész, olvasáskutató

## Életpályája
Diplomáját, PhD és Dr. habil. fokozatát is a Pécsi Tudományegyetemen szerezte. Egyetemi évei alatt, elsősorban Szépe Györgynek köszönhetően fordult érdeklődése az alkalmazott nyelvészet felé, ezen belül is a pedagógiai nyelvészet kezdte érdekelni, leginkább az olvasás, olvasástanítás folyamata, a szövegértési képesség fejlesztésének kérdései, lehetőségei. PhD értekezése témája a funkcionális analfabetizmus volt. Ezt követően a felmerült kérdéseknek köszönhetően  az olvasási stratégiák, a metakogníció kutatásával kezdett foglalkozni, ezzel a területtel kapcsolatosak a habilitációs tézisei. Az elmúlt években a nyelvi, gondolkodási, tanulási folyamatok szemkamerás vizsgálatával foglalkozik elsősorban. 
Három fiúgyermek édesapja: János (ismertebb nevén „Udyr99”)[forrás?] (1999), Máté (1999), Ádám (2002)

## Publikációi
Publikációi magyar és angol nyelven a szemmozgásvizsgálat, nyelvészet, olvasáskutatás, anyanyelvi nevelés témakörében jelentek meg.
- Mese- és mítoszelméleti szöveggyűjtemény; szerk. Steklács János; Kecskeméti Főiskola Tanítóképző Főiskolai Kar, Kecskemét, 2002
- Funkcionális analfabetizmus a hipotézisek, tények és számok tükrében; Akadémiai, Bp., 2005 (Philosophiae doctores)
- Az olvasás kis kézikönyve szülőknek, pedagógusoknak. Hogyan olvas(s)unk? A funkcionális analfabetizmustól az olvasási stratégiákig; Okker, Bp., 2009
- Hogy olvasunk? Hogy olvassunk?; Dóra–KFTFK, Nagykőrös–Kecskemét, 2011 (Műhelymunka Kecskeméti Főiskola Tanítóképző Főiskolai Kar)
- Olvasási stratégiák tanítása, tanulása és az olvasásra vonatkozó meggyőződés; Nemzedékek Tudása Tankönyvkiadó, Bp., 2013
- Az olvasás-szövegértés online diagnosztikus értékelésének tartalmi keretei; szerk. Csapó Benő, Steklács János, Molnár Gyöngyvér; Oktatáskutató és Fejlesztő Intézet, Bp., 2015
- Szemkamerás vizsgálatok a pedagógiai kutatásban. KE PK. Kaposvár, 2019. http://lib.ke.hu/tartalom/Kiadv%C3%A1nyok/Szemkameras-vizsgalatok-a-pedagogiai-kutatasban.pdf